# Mieken Rieck

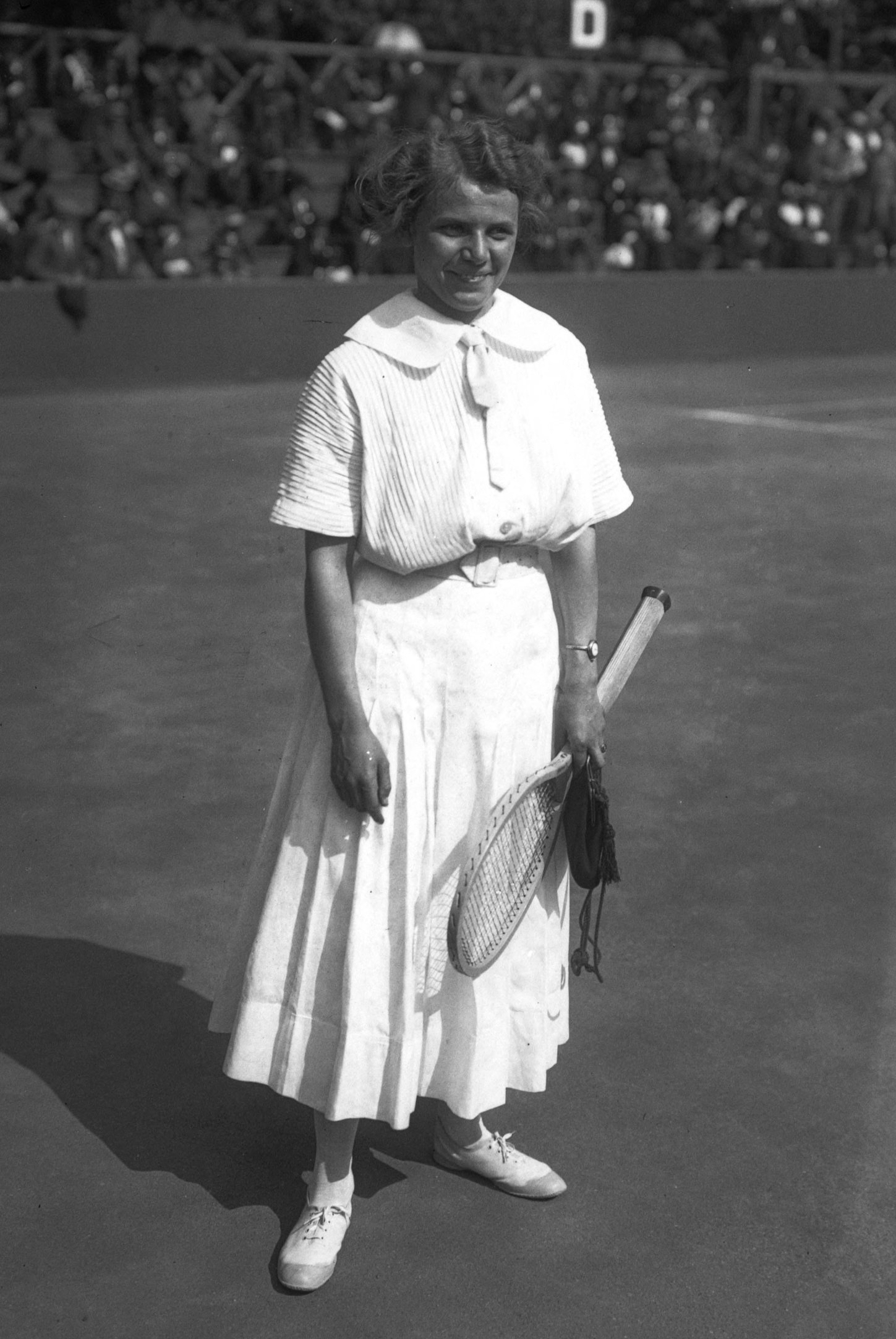
Mieken Rieck

Magdalene Anna Ottilie Quinta „Mieken“ Rieck (* 26. April 1892 in Hamburg; † 27. Dezember 1977 ebenda; geschiedene Magdalene Galvao) war eine deutsche Tennisspielerin sowie später Sportfunktionärin.

## Leben
Rieck, ein Mitglied des Harvestehuder THC, gewann 1910 und 1911 die deutschen Meisterschaften in Hamburg. Ihr größter Erfolg war der Sieg bei den Hartplatz-Weltmeisterschaften 1913 in Paris, nachdem sie dort im Vorjahr bereits ins Finale einziehen konnte. Von 1911 bis 1914 nahm Rieck an den Wimbledon Championships teil und erreichte dort 1913 und 1914 das Achtelfinale. Bei den Olympischen Spielen 1912 in Stockholm trat sie im Einzel ihr Erstrundenmatch gegen die Norwegerin Valborg Bjurstedt nicht an.
Rieck, ebenfalls eine begeisterte Hockeyspielerin, war von 1929 bis 1945 Damenwartin des Deutschen Hockey-Bundes sowie von 1930 bis 1945 Präsidentin des Damenausschusses des Welthockeyverbandes. Sie heiratete den Hockeyspieler Mauricio Galvao, jedoch ließ sich das Paar wieder scheiden. Sie starb 1977 im Alter von 85 Jahren in Hamburg.

## Einzeltitel
| Nr. | Jahr | Turnier                       | Finalgegnerin        | Endergebnis   |
| --- | ---- | ----------------------------- | -------------------- | ------------- |
| 1.  | 1910 | Deutsche Meisterschaften      | Dora Köring          | 6:1, 6:3      |
| 2.  | 1911 | Deutsche Meisterschaften      | Molla Bjurstedt      | 6:1, 4:6, 6:1 |
| 3.  | 1913 | Hartplatz-Weltmeisterschaften | Marguerite Broquedis | 6:4, 3:6, 6:4 |